# Torped 53-65
Torped 53-65 är en sovjetisk/rysk målsökande torped specifikt konstruerad att användas mot ytfartyg. Den används ombord på nästan alla ryska ubåtar kompletterade av den nyare och snabbare VA-111 Sjkval, även på stora atomubåtar som har kapacitet att bära betydligt större och kraftfullare torpeder som Torped 65-76.
Torped 53-65 är den sista inkarnationen av en familj 533 mm torpeder som går tillbaka till 1927. Den har en målsökare som söker efter turbulent vatten och kan därmed följa kölvattnet från ett fartyg utan att störas av skenmål och andra motåtgärder.

## Varianter
- 53-65 – Första versionen med Fotogen och väteperoxid som bränsle
- 53-65M – Moderniserad version med högre driftsäkerhet och något längre räckvidd på bekostnad av något lägre fart.
- 53-65K – Variant som använder flytande syre i stället för väteperoxid som oxidationsmedel.
- 53-65KE – Exportversion av 53-65K. Har sålts till bland annat Indien, Iran, Kina och Vietnam